# Jürgen Oelkers
Jürgen Oelkers (* 21. März 1947 in Buxtehude) ist ein deutscher Erziehungswissenschaftler und emeritierter Professor der Universität Zürich.

## Werdegang
Jürgen Oelkers studierte Erziehungswissenschaft, Germanistik und Geschichte an der Universität Hamburg und wurde 1976 promoviert. Er wurde Wissenschaftlicher Assistent am Lehrstuhl für Allgemeine Pädagogik der Pädagogischen Hochschule Rheinland, Abteilung Köln (jetzt Universität zu Köln). 1979 wurde er ordentlicher Professor für Allgemeine Pädagogik an der damaligen Pädagogischen Hochschule Lüneburg (jetzt Universität) und 1987 ordentlicher Professor für Allgemeine Pädagogik an der Universität Bern. Er war von 1999 bis zu seiner Emeritierung Mitte 2012 ordentlicher Professor für Allgemeine Pädagogik an der Universität Zürich. 2013 war er Jurypräsident des Schweizer Schulpreises. Er war Visiting Professor an der Universität Hiroshima (2006).
Oelkers war Vorsitzender der Hamburger Kommission Lehrerbildung und plädierte für die Verlängerung des gemeinsamen Lernens bis zum 6. Schuljahr, ferner für eine zweijährige Vorschule statt des Kindergartens. Er stand aus einer liberalen Position distanziert zu den angeblichen Vorteilen der Reformpädagogik. Er hat viele Mythen ihrer Inhalte entlarvt und ihre Leistungen gewürdigt.

## Forschungsschwerpunkte
- Historische Bildungsforschung, vor allem über das 18. und 19. Jahrhundert,
- Reformpädagogik im internationalen Vergleich,
- Analytische Erziehungsphilosophie,
- Inhaltsanalysen öffentlicher Bildung,
- Bildungspolitik,
- Edition der Briefe an Johann Heinrich Pestalozzi

## Veröffentlichungen
- Die Vermittlung zwischen Theorie und Praxis in der deutschen Pädagogik von Kant bis Nohl: eine ideengeschichtliche Untersuchung. Dissertation Universität Hamburg, Fachbereich Erziehungswissenschaften, 1976, DNB 760685169.
- Wie man Schule entwickelt. Eine bildungspolitische Analyse nach Pisa. Beltz, Weinheim / Basel 2002, ISBN 978-3-407-22141-4.
- Reformpädagogik. Eine kritische Dogmengeschichte. 4. Auflage. Juventa, Weinheim / München 2005, ISBN 3-7799-1525-1.
- Gesamtschule in Deutschland. Eine historische Analyse und ein Ausweg aus dem Dilemma. Beltz, Weinheim / Basel 2006, ISBN 3-407-25401-6.
- Methode und Kontexte: Historiographische Probleme der Bildungsforschung. mit Rita Casale u. Daniel Tröhler, Wallstein, Göttingen 2006, ISBN 978-3-8353-0077-4.
- John Dewey und die Pädagogik. Beltz, Weinheim / Basel 2009, ISBN 978-3-407-85886-3.
- Reformpädagogik. Entstehungsgeschichten einer internationalen Bewegung. Klett und Balmer, Zug 2010, ISBN 978-3-264-83849-7 (mit CD-ROM, die Quellen der Reformpädagik enthält)
- Eros und Herrschaft. Die dunklen Seiten der Reformpädagogik, Beltz, Weinheim / Basel 2011, ISBN 978-3-407-85937-2.
- Thilo Fitzner; Peter E. Kalb; Erika Risse, Hgg.: Reformpädagogik in der Schulpraxis. Julius Klinkhardt, Bad Heilbrunn 2012 ISBN 978-3-7815-1848-3, darin Jürgen Oelkers: Kritische Fragen an die Geschichte der Reformpädagogik. S. 38–62 Inhaltsverzeichnis des ganzen Bandes[1]
- Pädagogik, Elite, Missbrauch. Die „Karriere“ des Gerold Becker. Beltz Juventa, Weinheim 2016, ISBN 978-3-779-93345-8
- Der neue Strukturwandel von Öffentlichkeit. Reflexionen in pädagogischer Perspektive. mit Ulrich Binder, Beltz Juventa, Weinheim 2017, ISBN 978-3-7799-3638-1
- Ist Dummheit lernbar? Re-Lektüren eines pädagogischen Bestsellers. (Hrsg., mit Damian Miller.) Zytglogge, Basel 2018, ISBN 978-3729650015
- (mit Ulrich Binder u. Johannes Drerup): Pädagogische Debatten. Themen, Strukturen und Öffentlichkeit. Kohlhammer, Stuttgart 2020, ISBN 978-3-17-036040-2.
- Dialektik der Emanzipation. Sexualität und Geschlecht in der modernen Erziehung. Beltz Juventa, Weinheim 2024, ISBN 978-3-7799-7664-6.